# Kobold Kleinauto
Die Kobold Kleinauto GmbH war ein deutscher Automobilhersteller, der von dem Ingenieur Adolf Nissen und dem Kaufmann Willy Strasser gegründet wurde, und nur 1920 in Berlin-Charlottenburg bestand.
Dort wurden kurze Zeit Kleinwagen unter dem Namen Kobold gebaut.